# Tumuku
Tumuku est une localité du Cameroun, située dans l'arrondissement de Belo, le département du Boyo et la région du Nord-Ouest. C'est l’un des 29 villages de la commune de Belo créée en 1993 (Belo Rural Council, à l'origine).

## Géographie
Situé sur les hauts-plateaux de Kom (Kom Highlands), c'est un village de montagne escarpé, avec une altitude moyenne supérieure à 1 500 m.

## Démographie
Tumuku est apparu en tant que village indépendant à partir du recensement de 1987.
Lors du recensement de 2005, on y a dénombré 1 835 habitants. 